# Adorable Julia (pièce de théâtre)
Pour les articles homonymes, voir Adorable Julia.
 (avril 2019).
Si vous disposez d'ouvrages ou d'articles de référence ou si vous connaissez des sites web de qualité traitant du thème abordé ici, merci de compléter l'article en donnant les références utiles à sa vérifiabilité et en les liant à la section « Notes et références ».
 (avril 2019).
Adorable Julia est une pièce de théâtre en trois actes et cinq tableaux  du dramaturge français de Marc-Gilbert Sauvajon (1909-1985), d'après le roman intitulé La Comédienne (Theatre - 1937) de William Somerset Maugham (1874-1965) et la collaboration du dramaturge anglo-américain Guy Bolton.

## Argument
Un vrais-faux couple de célèbres comédiens, depuis de longues années, vie et joue leur relation mouvementée mais dominée par leur passion commune : le théâtre auquel ils ont voué tout leur temps. Lui, directeur et agent artistique de théâtre, aspire à autre chose loin de ce monde étouffant. Elle, semblant prendre un malin plaisir à confondre la vie avec une scène de théâtre, s'obstine à vouloir toujours jouer les jeunes premières et, pour prouver à son mari qu'elle peut encore séduire de jeunes hommes, s’amuse à jouer à la  « femme cougar ». Parviendront-ils, lui à fuir le monde du spectacle et ses illusions, elle à accepter de vieillir ?

## Résumé de la pièce
Dans le monde du théâtre, Julia Lambert et Michel Gosselin forment un couple de comédiens célèbres. Julia Lambert a tout pour elle : l'amour, la célébrité, la beauté. Aux bras de son mari, directeur de théâtre et imprésario réputé, elle parade dans la haute société auréolée de son talent et de sa grâce. Heureuse donc ! C'est en tout cas ce qu'elle laisse voir aux autres et à elle-même. En réalité, le couple est divorcé depuis longtemps sans que leurs entourages le sachent, et la mésentente les guette. Que Michel trompe parfois Julia, cela reste banal. Que Julia, en retour, ait des affinités pour Jean-Paul Fernois, un jeune expert-comptable, passe encore. Ce qui paraît plus grave c’est que Michel estime que maintenant Julia est trop âgée pour certains rôles. Certes Julia est une grande actrice célèbre et adorée depuis de nombreuses années, cependant elle vieillit et son aura est menacé autant dans la vie publique comme par Chris, cette jeune et nouvelle venue à qui son producteur veut donner le premier rôle de sa dernière pièce, « Christine de Suède », que dans sa vie privée car Jean-Paul, son jeune amant l'abandonne pour cette jeune actrice.
Julia est très tourmentée, lorsqu’une autre menace, encore plus inquiétante se précise bientôt. Elle vient de Zina Devry, une jeune veuve très riche, qui commandite le théâtre, avec ses fonds. De plus, elle aime Michel, c’est visible. Et celui-ci se laisse gagner à ce sentiment à tel point qu’il déclare un jour à Julia qu’il va la quitter pour épouser Zina. La délaissée réagit avec vigueur en jouant pour Michel, avec talent pour le retenir, sa grande scène de reproches et de passion. Chacun d’eux tente de duper l’autre. Car Michel n’est pas aussi certain qu’il l’affirme d’aimer Zina. Ce qu’il veut surtout, c’est du nouveau, changer d’existence, quitter ce milieu du théâtre qui, à certains moments, lui pèse, et trouver ailleurs bonheur et paix.  Michel s’en va.
Voilà donc le couple rompu. Julia, devenue propriétaire du théâtre la « Comédie Friedland » depuis que Zina lui a abandonné ses parts, monte seule le nouveau spectacle « Christine de Suède », prenant pour elle le rôle-titre et accordant un rôle secondaire à Chris. Elle se débat dans sa loge contre les machinistes, les créanciers, les complications de toute sorte, plus vives que jamais dans les dernières heures qui précèdent la répétition générale. Privée de Michel, elle recourt à l’assistance de Jean-Paul, mais les questions administratives ne sont pas tout. Ses responsabilités l’accablent. Elle n’a plus son guide, le juge de son travail, de son jeu de scène. Va-t-elle au succès ou à la chute ? Personne pour le lui dire, pour redresser une erreur dans les derniers instants.
Le soir de la répétition générale, Michel est dans la salle, amené là par une curiosité professionnelle qui ne l’a jamais quitté. Sous un prétexte quelconque, il s’est échappé d’un dîner amical, laissant Zina et ses invités l’attendre. Le voici dans la loge de Julia entre deux actes pour la féliciter de sa magnifique interprétation de Christine. Julia est très émue, lui aussi. Mais voilà que, furieuse, Zina arrive à la rescousse. Le combat reprend entre les deux femmes. Julia qui a perdu la première reprise, veut gagner la seconde. Zina, exaspérée, les a laissés seuls en intimant à Michel l’ordre de la rejoindre. Il va le faire, mais Julia l’adjure en vain, lui dit qu’il ne pourra pas vivre sans elle ni sans le théâtre qu’elle incarne pour lui. Que ce métier qu’il condamne lui tient au cœur, que sa vie est là et non avec cette femme quelconque chez qui il s’ennuie déjà. Michel résiste. Il va prendre congé et rejoindre Zina. Et soudain Julia, à bout de forces, accablée par l’émotion, la fatigue, chancelle. Michel la soutient, la porte sur un divan. Il ne faut pas qu’elle joue le dernier acte. On fera une annonce au public. Elle proteste, se lève. Mais du coup Michel est vaincu. Les craintes que lui ont inspiré l’état de Julia lui montrent qu’il aime toujours, qu’il ne pourra pas la quitter, ni le théâtre. Elle tient sa revanche car quelques instants plus tard, hors de la présence de Michel, elle demande à son habilleuse qui l’a vu pourtant s’écrouler et tomber en pâmoison : « Comment m’as-tu trouvée ? » Le théâtre toujours le théâtre !
« Adorable Julia » car non seulement elle triomphe sur scène, écrasant sur son passage la jeune Chris qui voulait se lancer sur les planches et lui faire un peu d’ombre, mais aussi dans la vie puisque son Michel est de retour et que leur couple est indestructible.  Le théâtre toujours le théâtre ! 

## Analyse de la pièce
À sa sortie en 1954, « Adorable Julia », la nouvelle pièce de Marc-Gilbert Sauvajon qu’il a tiré du roman anglais, Theatre, de MM Somerset Maugham et Guy Bolton, est considérée comme une réussite. C’est l’histoire d’un couple d’artistes qui a voué sa vie au théâtre et qui traverse une crise grave. Mais leur métier est une passion commune trop forte pour ne pas venir à bout de leurs discordes. Ce genre de sujet excite toujours l’intérêt du public. L’auteur l’a traité avec beaucoup de goût et d’esprit, sur le mode ironique. Car, plus qu'une habituelle pièce de boulevard, il s'agit ici d'une réflexion plutôt amère sur le métier de comédienne confronté à l'usure du temps.
Comédienne, Julia est un être adorable mais dont il est difficile de croire à sa sincérité car elle ne cesse de jouer en permanence son propre rôle autant sur les planches que dans la vie, détournant des répliques tirées des pièces qu'elle a interprétées, ajoutant ici un rire et là une larme. Chez elle, il n’y a pas de frontière entre sa vie et son théâtre. Déformation professionnelle oblige ! En théâtralisant sa vie et son rapport aux autres, et sans cesse en représentation, Julia endosse tour à tour les rôles de comédienne, d'épouse, de mère, d'amante avec un talent égal, au point de se perdre entre elle et son public. Heureuse en apparence, Julia ne peut voir ni l'arrivée de la vieillesse ni celle de la concurrence d’une nouvelle génération qui se fait de plus en plus sentir. Elle veut tenir le rôle de l'héroïne, une jeune fille, dans la distribution de la prochaine pièce, alors que son mari lui rappelle qu'ils ont un fils de dix-huit ans. Julia, vexée, voulant se prouver à elle-même qu'elle est toujours séduisante entreprend quelques conquêtes dangereuses pour sa réputation de comédienne.

## L'interprétation du rôle-titre
Marc-Gilbert Sauvajon  a su rendre de façon savoureuse ce phénomène professionnel de l’artiste face à elle et à son public. Sa pièce est, d’autre part, remarquablement articulée, animée par un dialogue d’une justesse constante et où l’éclat de certaines trouvailles semble naturel tant il tient à la situation, au ton des répliques savoureuses. C’est du charmant théâtre, sans prétention mais d’une belle intelligence. Et l‘interprétation du rôle de Julia ne mérite que des éloges. Madeleine Robinson  incarne une remarquable Julia, d’une malice sous-jacente, d’une vigueur étonnante. Elle tient ce rôle avec l’aisance des grandes interprètes chez qui on ne sent pas l’effort. Interviewée dans l’émission Carrefour de la Radio télévision suisse (RTS) , à propos de son rôle-titre, Madeleine Robinson dit : « J’ai créé cette pièce il y a 13 ans et je l’ai déjà jouée plus de 12000 fois. Par principe je n’aime pas jouer aussi longtemps mais ce rôle est si divers et si riche que j’ai le sentiment de pouvoir me renouveler à chaque représentation et puis durant ces 12000 fois j’ai souvent changé de partenaires pas seulement à Paris mais partout en tournée internationale ».

## Création de la pièce en 1954
- Création le 29 septembre 1954 au Théâtre du Gymnase (Paris)
- Mise en scène et scénographie : Jean Wall
- Tapisserie : Roger Marchal
- Régie générale : Edy Nicolas
- Chef machiniste : Lucien Bearzatto
- Production :Théâtre du Gymnase (Paris)

### Distribution
- Madeleine Robinson : Julia Lambert
- Maurice Teynac : Michel Gosselin
- Daniel Ceccaldi : Jean-Paul Fernois, le jeune expert-comptable
- Élisa Lamothe : Zina Devry, l’amie du couple
- Fernand Fabre : Le Baron Weill-Amaury
- Jacques Pierre : Roger Gosselin, le fils
- Ginette Pigeon : Chris Vallamont, la jeune comédienne
- René Génin : Pierre, le maître d’hôtel
- Claire Gérard : Ève, l' habilleuse de Julia
- Gabriel Gobin : Le régisseur
- Gaston Cladel : Le concierge du théâtre

## Principales reprises de la pièce
- 1957 : mise en scène de Jean Wall, au Théâtre du Gymnase (Paris), avec Madeleine Robinson  et Daniel Ceccaldi
- 1962 : mise en scène de Jean Wall, au Théâtre Sarah Bernhardt (Paris), avec Madeleine Robinson, Claude Dauphin, Fernand Fabre, René Génin, Bernard Murat, Jean-Claude Balard, Nadine Alari, Sophie Grimaldi
- 1966 : mise en scène de Jean-Laurent Cochet, Théâtre des Célestins à Lyon avec Madeleine Robinson[3], Jean Marais, Albert Rieux, Roger Weber, Jean-Pierre André, Jean Roche, Claude Pasquier, Jane Helly, Muriel Adam, Roland Charbaux et en  tournée Karsenty-Herbert
- 1967 : mise en scène René Clermont, Théâtre Marigny (Paris) avec Madeleine Robinson, Daniel Ceccaldi, Caroline Sihol, Paul Bonifas, Anne Carrère, Fernand Fabre, Bernard Alane, Jeanne Helly,
- 1986 : mise en scène Jean-Paul Cisife, Théâtre Hébertot (Paris), avec Danielle Darrieux, Raymond Pellegrin, Bruno Pradal, Anne Jacquemin, Bernard Pinet, Denis Laustriat et en tournée Herbert-Karsenty

## Adaptation cinématographique et télévisuelle
- 1962 : Adorable Julia (Julia, Du bist zauberhaft) d’Alfred Weidenmann avec Jean Sorel, Lilli Palmer et Charles Boyer
- 2004 : Adorable Julia (Being Julia)  de István Szabó avec Annette Bening, Jeremy Irons, Miriam Margolyes

### Diffusion télévisuelle
- 1972 : Au théâtre ce soir : Adorable Julia de Marc-Gilbert Sauvajon, mise en scène René Clermont, Théâtre Marigny, Réalisation (TV) Georges Folgoas avec Madeleine Robinson, Daniel Ceccaldi, Christian Parisy, Jeanne Helly, Fred Pasquali, Anne Carrère, Fernand Fabre, Caroline Sihol, Bernard Alane[4]
- 1987 : Adorable Julia de Marc-Gilbert Sauvajon, mise en scène : Jean-Paul Cisife, Réalisation (TV) : Yves-André Hubert avec Danielle Darrieux, Raymond Pellegrin, Bruno Pradal, Anne Jacquemin,Bernard Pinet, Denis Laustriat, Roland Charbaux[5]